# Буркот (Магаданская область)
Буркот — упразднённый посёлок в Хасынском городском округе (Хасынском районе) Магаданской области. Упразднён в 2016 году.
Расположен у Колымской автотрассы.

## География
Посёлок расположен в приустьевой зоне реки Гряда, в месте её впадения в реку Буюнда. Трасса Герба — Омсукчан проходила через посёлок и делила его на двое.

### Географическое положение
Расстояние до центра городского округа, посёлка городского типа Палатка — 690 км, до Магадана — 770 км.
Ближайшие населенные пункты — Талая и Оротукан.
Ранее ближайшими посёлками к Буркоту были:
- посёлок Стрелка примерно в 79 километрах (в сторону посёлка Ягодное по Омсукчанской трассе и затем по Колымской трассе);
- дорожная дистанция «Жаркий» примерно в 30 километрах (в сторону Омсукчана по Омсукчанской трассе);
- посёлок Купка примерно в 63 километрах (в сторону Магадана по Омсукчанской трассе)[4].

## История
Возник как поселение дорожников Колымской автотрассы.
В середине 1950-х годов в посёлок перевели Гербинский ДСК, ведущий строительство и эксплуатацию Омсукчанской трассы. Это привело к бурному росту посёлка.
В 1956 году территория Гербинской трассы и расположенный на ней посёлок Буркот вошли в состав Омсукчанского района.
4 января 1957 года решением Магаданского облисполкома № 3 в составе Омсукчанского района был образован Буркотский сельский Совет с центром в посёлке Буркот.
В 1957-58 годах часть зданий посёлка разобрали и перевезли на место возведения посёлка Верхний Балыгычан. Вскоре было принято решение о переносе базы дорожников из Буркота в новый посёлок Верхний Балыгычан, к месту строительства нового участка дороги.
В 1964 году база дорожников и управление было официально переведено в Верхний Балыгычан. В Буркот разобрали почти все здания, вывезли и собрали в Верхнем Балыгычане. В Буркоте осталось лишь дорожная дистанция «Буркот» (46 км) Омсукчанского ДРСУ.
В 1964 году решением Магаданского облисполкома № 228 от 28 мая 1964 года Буркотский сельский Совет Омсукчанского района был переименован в Верхне-Балыгычанский сельский Совет депутатов трудящихся Омсукчанского района с центром в селе Верхний Балыгычан..
В 1967 году посёлок Буркот был передан в Хасынский район; дорожная дистанция «Буркот» и зона её ответственности были переданы из Омсукчанского в Аткинское ДРСУ.
Около 1985—1986 годов дорожная дистанция была «Буркот» закрыта; последние жители покинули посёлок.
В период 2004—2015 гг. находился на межселенной территории Магаданской области.
1 июля 2016 года постановлением правительства Магаданской области посёлок был упразднён.

## Население
1. Н/Д[5]
2. Н/Д[6]

## Инфраструктура
В период 1955—1964 действовали: база строительства дороги, рембаза, гаражи, цеха и прочее; действовала почта, клуб, фельдшерский пункт, баня, столовая и другие объекты социальные объекты

## Транспорт
Буркот доступен автотранспортом.